# Passerelle Döblinger
La Passerelle Döblinger traverse le canal du Danube à Vienne et relie les quartiers de Döbling et Brigittenau.

## Emplacement
La passerelle Döblinger relie le secteur Oberdöbling du quartier Döbling avec le quartier Brigittenau et permet une connexion directe de Heiligenstädter Straße à Klosterneuburger Straße ou Brigittenauer Lände. La passerelle traverse la Rampengasse dans le quartier Döblingen de Heiligenstadt sur les voies du Franz-Josefs-Bahn et sur le Heiligenstädter Lände jusqu'au canal du Danube.

## Histoire

### 1910-1945
Entre 1910 et 1911, la passerelle Döblinger a été construite comme lien piétonnier et comme support pour deux conduites d'eau et une conduite de gaz sous la forme d'un pont en treillis sur le canal du Danube selon les plans de Friedrich Jäckel. Franz Klug était responsable de la sculpture sur pierre .

### 1945– aujourd'hui

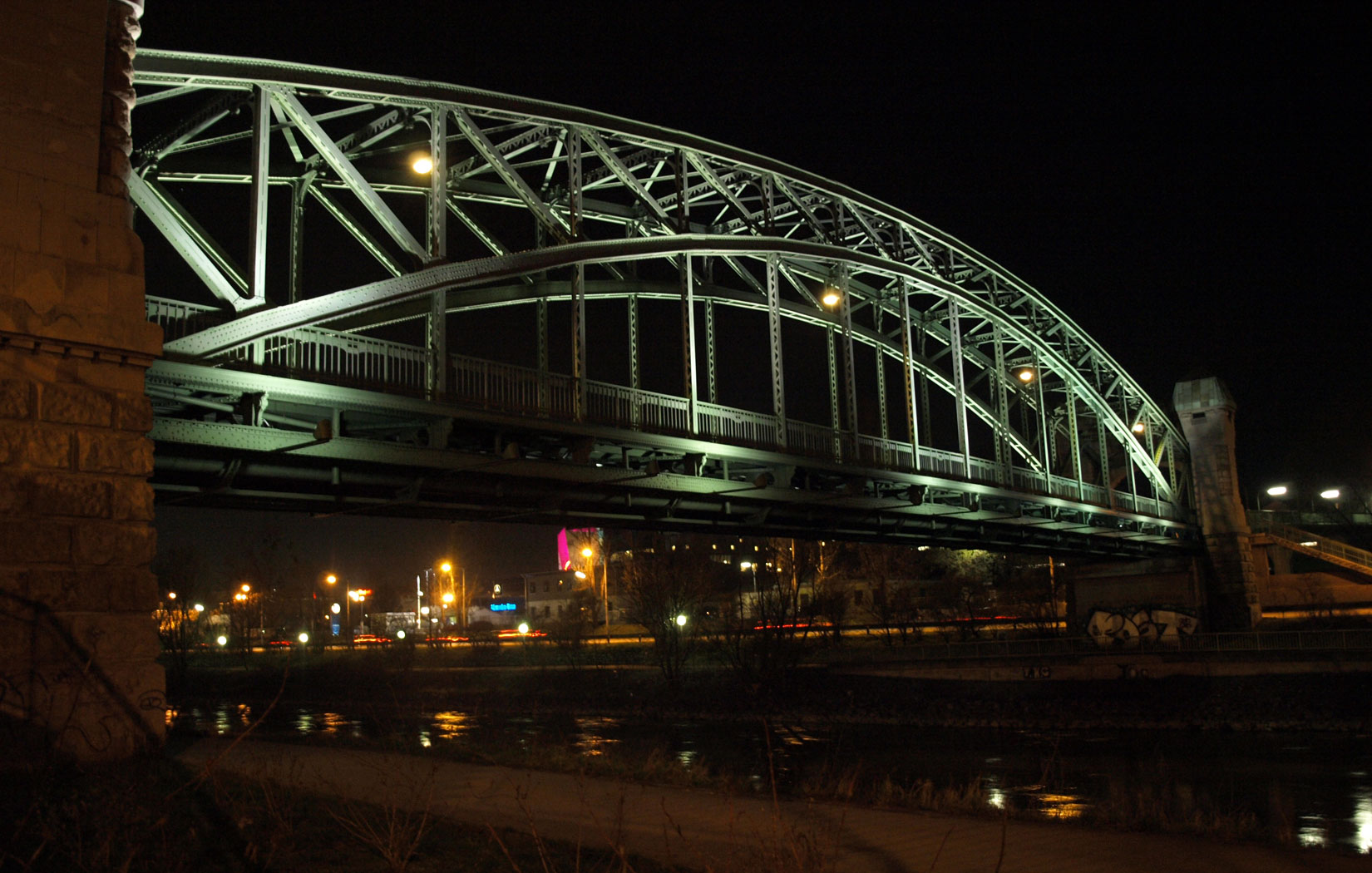
Passerelle Döblinger la nuit

La partie de la passerelle sur le Brigittenauer Ufer a été principalement touchée par la démolition en avril 1945 au cours de la bataille de Vienne. En 1947, la passerelle a été reconstruite en utilisant les parties de la structure en acier du canal du Danube. Entre 1974 et 1975, deux structures d'extension en béton armé ont été érigées pour relier les routes Heiligenstädter Lände et Brigittenauer Lände qui accompagnent le canal du Danube. Côté Döblinger, il est possible de marcher en continu depuis la Rampengasse dans le 19e quartier pour rejoindre la passerelle par la voie du métro.
Entre 1995 et 1997, la passerelle Döblinger a été entièrement rénovée.

## Littérature
- Christine Klusacek, Kurt Stimmer: La ville et l'électricité. Vienne et le Danube. Edition Wien, Vienne 1995,  (ISBN 3-85058-113-6) .

## Liens web
- La passerelle Döblinger
- Döblinger Steg als interactive à 360 ° × 180 °